# Gransholms IF
Gransholms IF är en idrottsförening från Gemla i Växjö kommun i Kronoberg. Föreningen bildades 1926 och utövar idag (2014) fotboll, tennis, gymnastik och innebandy. Säsongen 2016 återfinns föreningens herrfotbollslag i division 3 sydöstra Götaland. Föreningen äger och driver anläggningen Granvallen.